# Amaiur Sarriegi
Amaiur Sarriegi Isasa (San Sebastián, 13 de diciembre de 2000), conocida como Amaiur, es una futbolista española que juega como delantera en la Atlético de Madrid y en la selección femenina de fútbol de España.

## Trayectoria

### Categorías inferiores
Amaiur comenzó jugando en uno de los equipos de fútbol femenino más destacados en categorías inferiores de su País Vasco natal, el Añorga KKE. Después de diferentes etapas y de un rendimiento destacado en la categoría cadete, dio el salto al equipo B. Su progresión siguió siendo buena y consiguió debutar con el primer equipo en Primera Nacional en la temporada 2015-16.

### Athletic Club
En verano de 2017 fichó por el Athletic Club B, que competía en Primera Nacional, donde permanece tres temporadas con un rendimiento de notable consistencia: consigue anotar más de 10 goles en todas las ligas disputadas con el filial.
En la temporada 2018-19 consiguieron el ascenso a la nueva categoría denominara Reto Iberdrola (Segunda División femenina de España).
En la temporada 2019–20 marcó 13 goles siendo la máxima anotadora del equipo y ganando el campeonato que se suspendió a falta de 8 jornadas a causa de la pandemia de Covid-19. Esa temporada debutó con el primer equipo en Primera División el 19 de octubre frente al Real Betis, jugando un total de 4 partidos en esa categoría.

### Real Sociedad
En la temporada 2020-21 fichó por la Real Sociedad de Primera División y marcó 12 goles en 26 partidos, siendo una de las grandes sorpresas, no sólo de su equipo sino de toda la competición. 
En su segundo año como jugadora del equipo de San Sebastián, Amaiur dio un nuevo paso al frente en jerarquía y nivel dentro y fuera del campo. Además de convertirse en una de las caras del equipo gracias a su renovación hasta el año 2025, se le concedió el dorsal número "7" y fue considerada como una de las jugadoras más importantes del club. La delantera respondió a la confianza del club firmando su mejor temporada hasta la fecha, tanto a nivel individual con 17 goles y 9 asistencias en Primera División, como a nivel de clubes, consiguiendo la segunda plaza en la clasificación liguera y la primera clasificación de la Real Sociedad para la Champions League Femenina.
La campaña 2022–23 se mantuvo  como una referencia ofensiva del equipo. La Real Sociedad terminó en sexta posición en la tabla, sin lograr repetir la clasificación europea del curso anterior.
La siguiente temporada estuvo afectada por molestias físicas. Participó en 23 partidos de liga, acumulando 2 goles. Su versatilidad y liderazgo fueron fundamentales para que la Real Sociedad alcanzara la final de la Copa de la Reina, aunque en liga el equipo no logró superar la séptima posición.
En su última temporada en San Sebastián, Amaiur mantuvo un papel protagonista. Marcó 13 goles en todas las competiciones, incluyendo actuaciones destacadas como un doblete ante el Granada CF y goles decisivos en la Supercopa y la Copa de la Reina. La Real Sociedad finalizó en sexta posición en la Liga F y volvió a ser semifinalista en la Supercopa. El 4 de julio de 2025, se confirmó su fichaje por el Atlético de Madrid, cerrando una etapa de cinco temporadas en las que acumuló 55 goles con la camiseta txuri-urdin.

### Atlético de Madrid
El 4 de julio de 2025 fichó por el Atlético de Madrid.

## Selección nacional
Jugó 3 partidos amistosos con la selección sub-20 de España en marzo de 2020 para preparar el Mundial Sub-20 de Costa Rica y Panamá, que fue cancelado por la pandemia de Covid-19.
El 12 de junio de 2021 debutó con la selección española sustituyendo a Marta Cardona. El 16 de septiembre anotó 4 goles en el partido de la fase de clasificación para el mundial frente a Islas Feroe.
Desde el momento de su debut con el equipo nacional, Amaiur fue una jugadora importante para Jorge Vilda y jugó de manera habitual en los partidos de la fase de clasificación para el Mundial de Australia y Nueva Zelanda, siendo la máxima goleadora para España. Su primer torneo con España lo disputó en febrero de 2022 en la Arnold Clark Cup, donde además de su selección también estaban presentes Alemania, Inglaterra y Canadá. España, finalmente, fue subcampeona por detrás del equipo británico y Amaiur tuvo una presencia destacada participando en los tres partidos.
A pesar de la buena temporada que realizó con la Real Sociedad, fue inicialmente excluida de la convocatoria para la Eurocopa al igual que su compañera de equipo Nerea Eizagirre, causando mucha controversia. Esa misma temporada la Real Sociedad había tenido un conflicto con la Federación de Fútbol. Finalmente Amaiur sí estuvo presente en la Eurocopa Femenina de 2022 celebrada en Inglaterra después de cubrir la lesión de última hora de la capitana de la selección Alexia Putellas. Amaiur, sin embargo sólo pudo participar en la prórroga del partido de cuartos de final frente a Inglaterra, día en el que España cayó eliminada.
Tras el torneo fue una de las 15 futbolistas que decidió renunciar a la selección pidiendo cambios en las condiciones del equipo. Tras el conflicto algunas jugadoras regresaron a la selección pero Amaiur se perdió el Mundial y no volvió a la selección hasta el cese de Jorge Vilda en septiembre de 2023 para disputar dos partidos de la Nations League, y luego estuvo otro año ausente hasta que disputó unos amistosos en otoño de 2024.

## Estadísticas

### Clubes
Actualizado al último partido jugado el 7 de junio de 2025.
| Club                        | Div.                | Temporada     | Liga  | Liga  | Liga   | Copas nacionales | Copas nacionales | Copas nacionales | Copas internacionales | Copas internacionales | Copas internacionales | Total | Total | Total  | Media goleadora |
| Club                        | Div.                | Temporada     | Part. | Goles | Asist. | Part.            | Goles            | Asist.           | Part.                 | Goles                 | Asist.                | Part. | Goles | Asist. | Media goleadora |
| --------------------------- | ------------------- | ------------- | ----- | ----- | ------ | ---------------- | ---------------- | ---------------- | --------------------- | --------------------- | --------------------- | ----- | ----- | ------ | --------------- |
| Athletic B · España         |                     |               |       |       |        |                  |                  |                  |                       |                       |                       |       |       |        |                 |
| 2ª D.                       | 2017-18             | 22            | 11    |       | -      | -                | -                | -                | -                     | -                     | 22                    | 11    |       | 0.50   |                 |
| 2ª D.                       | 2018-19             | 23            | 11    |       | -      | -                | -                | -                | -                     | -                     | 23                    | 11    |       | 0.45   |                 |
| 2ª D.                       | 2019-20             | 17            | 13    |       | -      | -                | -                | -                | -                     | -                     | 17                    | 13    |       | 0.76   |                 |
| Total Athletic B            | Total Athletic B    | 62            | 35    |       |        |                  |                  |                  |                       |                       | 62                    | 35    |       | 0.56   |                 |
| Athletic Club · España      |                     |               |       |       |        |                  |                  |                  |                       |                       |                       |       |       |        |                 |
| 1.ª                         | 2019-20             | 4             | 0     | 0     | 1      | 0                | 0                | -                | -                     | -                     | 5                     | 0     | 0     | -      |                 |
| Total Athletic Club         | Total Athletic Club | 4             | 0     | 0     | 1      | 0                | 0                |                  |                       |                       | 5                     | 0     | 0     | -      |                 |
| Real Sociedad · España      |                     |               |       |       |        |                  |                  |                  |                       |                       |                       |       |       |        |                 |
| 1.ª                         | 2020-21             | 26            | 12    | 2     | 1      | 0                | 0                | -                | -                     | -                     | 27                    | 12    | 2     | 0.11   |                 |
| 1.ª                         | 2021-22             | 30            | 17    | 9     | 2      | 0                | 0                | -                | -                     | -                     | 32                    | 17    | 9     | -      |                 |
| 1.ª                         | 2022-23             | 30            | 12    | 4     | 3      | 0                | 0                | 2                | 0                     | 0                     | 35                    | 12    | 4     | -      |                 |
| 1.ª                         | 2023-24             | 23            | 2     | 0     | 5      | 1                | 2                | -                | -                     | -                     | 28                    | 3     | 2     | 0.06   |                 |
| 1.ª                         | 2024-25             | 28            | 10    | 1     | 3      | 3                | 0                | -                | -                     | -                     | 31                    | 13    | 1     | -      |                 |
| Total Real Sociedad         | Total Real Sociedad | 137           | 53    | 15    | 14     | 4                | 2                | 2                | 0                     | 0                     | 153                   | 57    | 17    | 0.04   |                 |
| Atlético de Madrid · España | 1.ª                 | 2025-26       |       |       |        |                  |                  |                  |                       |                       |                       |       |       |        | -               |
| Atlético de Madrid · España | Total club          |               |       |       |        |                  |                  |                  |                       |                       |                       |       |       |        |                 |
| Total carrera               | Total carrera       | Total carrera | 203   | 88    | 15     | 15               | 4                | 2                | 2                     | 0                     | 0                     | 220   | 92    | 17     | 0.42            |
| 1. 2. 3.                    |                     |               |       |       |        |                  |                  |                  |                       |                       |                       |       |       |        |                 |

### Selección
Actualizado al último partido jugado el 3 de diciembre de 2024.
| Selecciones | Año   | Continental(4) | Continental(4) | Continental(4) | Mundial | Mundial | Mundial | Amistosos (5) | Amistosos (5) | Amistosos (5) | Total | Total | Total  | Media goleadora |
| Selecciones | Año   | Part.          | Goles          | Asist.         | Part.   | Goles   | Asist.  | Part.         | Goles         | Asist.        | Part. | Goles | Asist. | Media goleadora |
| --- | ----- | -------------- | -------------- | -------------- | ------- | ------- | ------- | ------------- | ------------- | ------------- | ----- | ----- | ------ | --------------- |
| Sub-20 | 2020  | -              | -              | -              | -       | -       | -       | 3             | 0             | 0             | 3     | 0     |        | -               |
| Sub-20 | Total |                |                |                |         |         |         | 3             | 0             | 0             | 3     | 0     | 0      | 0               |
| Abs. | 2021  |                |                |                | 5       | 11      | 0       | 2             | 1             | 0             | 7     | 12    | 0      | 1.71            |
| Abs. | 2022  | 1              | 0              | 0              | 2       | 0       | 0       | 5             | 0             | 0             | 8     | 0     | 0      | -               |
| Abs. | 2023  | 2              | 0              | 0              |         |         |         |               |               |               | 2     | 0     | 0      | -               |
| Abs. | 2024  |                |                |                |         |         |         | 3             | 1             | 0             | 3     | 1     | 0      | 0.33            |
| Abs. | Total | 3              | 0              | 0              | 7       | 11      | 0       | 10            | 1             | 0             | 20    | 13    | 0      | 0.65            |
| (4) Se incluyen Campeonatos Europeos y sus fases de Clasificación. (5) Sólo se incluyen partidos contra selecciones nacionales. |       |                |                |                |         |         |         |               |               |               |       |       |        |                 |